# Siphonophora meinerti
Siphonophora meinerti är en mångfotingart som beskrevs av Filippo Silvestri 1898. Siphonophora meinerti ingår i släktet Siphonophora och familjen Siphonophoridae. Inga underarter finns listade i Catalogue of Life.